# Zenobios (Sophist)
Zenobios (altgriechisch Ζηνόβιος Zēnóbios, auch Zenobios Grammatikos genannt) war ein griechischer Sophist, Parömiograph und Philologe. Er lebte in der ersten Hälfte des 2. Jahrhunderts.
Zenobios lehrte laut der Suda zur Zeit Kaiser Hadrians Rhetorik in Rom. Er verfasste eine Epitome der Sprichwörtersammlungen der griechischen Grammatiker Didymos und Lukillos von Tarrha in drei Büchern, die nicht in ihrer Originalfassung, sondern nur verdünnt in späterer Bearbeitung überliefert ist. Möglicherweise war Zenobios mit Hadrian persönlich bekannt, da er eine Geburtstagsrede auf den Princeps schrieb. Ferner übersetzte er die historischen Schriften des römischen Geschichtsschreibers Sallust ins Griechische, doch sind diese beiden letztgenannten Werke verloren.
Die Sprichwörtersammlung des Zenobios ist in zwei Traditionssträngen überliefert, von denen die sogenannte Vulgata auf den Codex Parisinus 3070 zurückgeht und eine alphabetisch angeordnete Bearbeitung darstellt, während die sogenannte recensio Athoa auf einem auf dem Berg Athos aufgefundenen Manuskript, dem Codex Parisinus suppl. 1164, beruht und der Originalfassung näher stehen dürfte. Zenobios verfasste dieses Werk im Geist der Zweiten Sophistik. In ihm folgt auf die Zitierung eines Sprichworts die Erläuterung seines Sinns oder seiner Herkunft.